# Louise Stomps

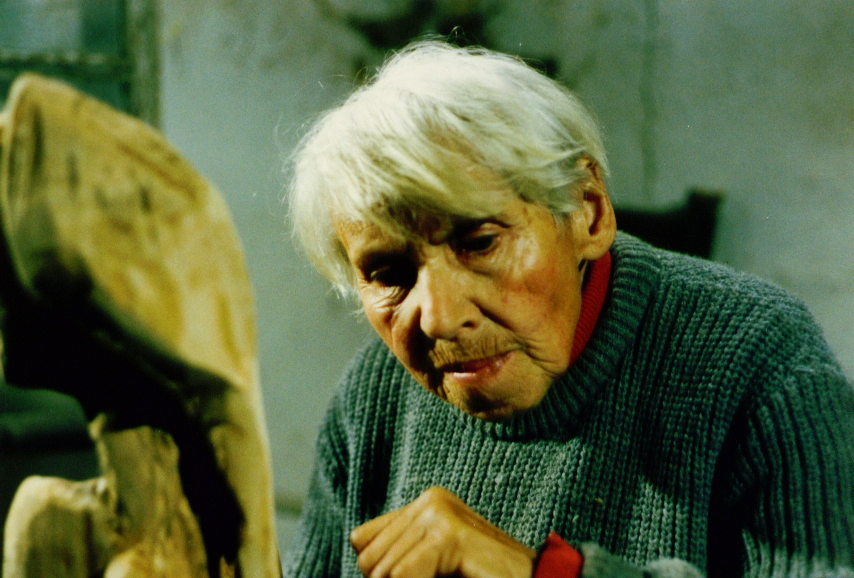
Louise Stomps (1987)

Louise Stomps (* 5. Oktober 1900 als Sophie Luise Adele Stomps in Berlin; † 22. April 1988 bei Wasserburg am Inn) war eine deutsche Bildhauerin und Grafikerin. Nach anfänglicher Orientierung an der Kunst der klassischen Moderne lösten sich ihre Arbeiten langsam und kontinuierlich von den figurativen Ursprüngen. Selbst ihre späteren, überwiegend abstrakten und ungegenständlichen Arbeiten lassen diesen figurativen Ursprung, in dem der menschliche Körper im Mittelpunkt steht, deutlich durchscheinen.

## Leben

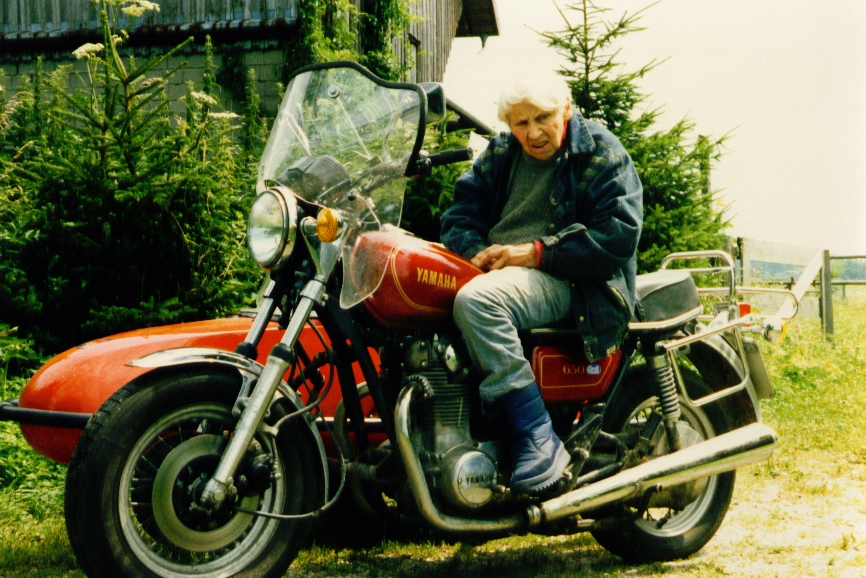
Louise Stomps 1987 auf ihrem Motorrad mit Beiwagen

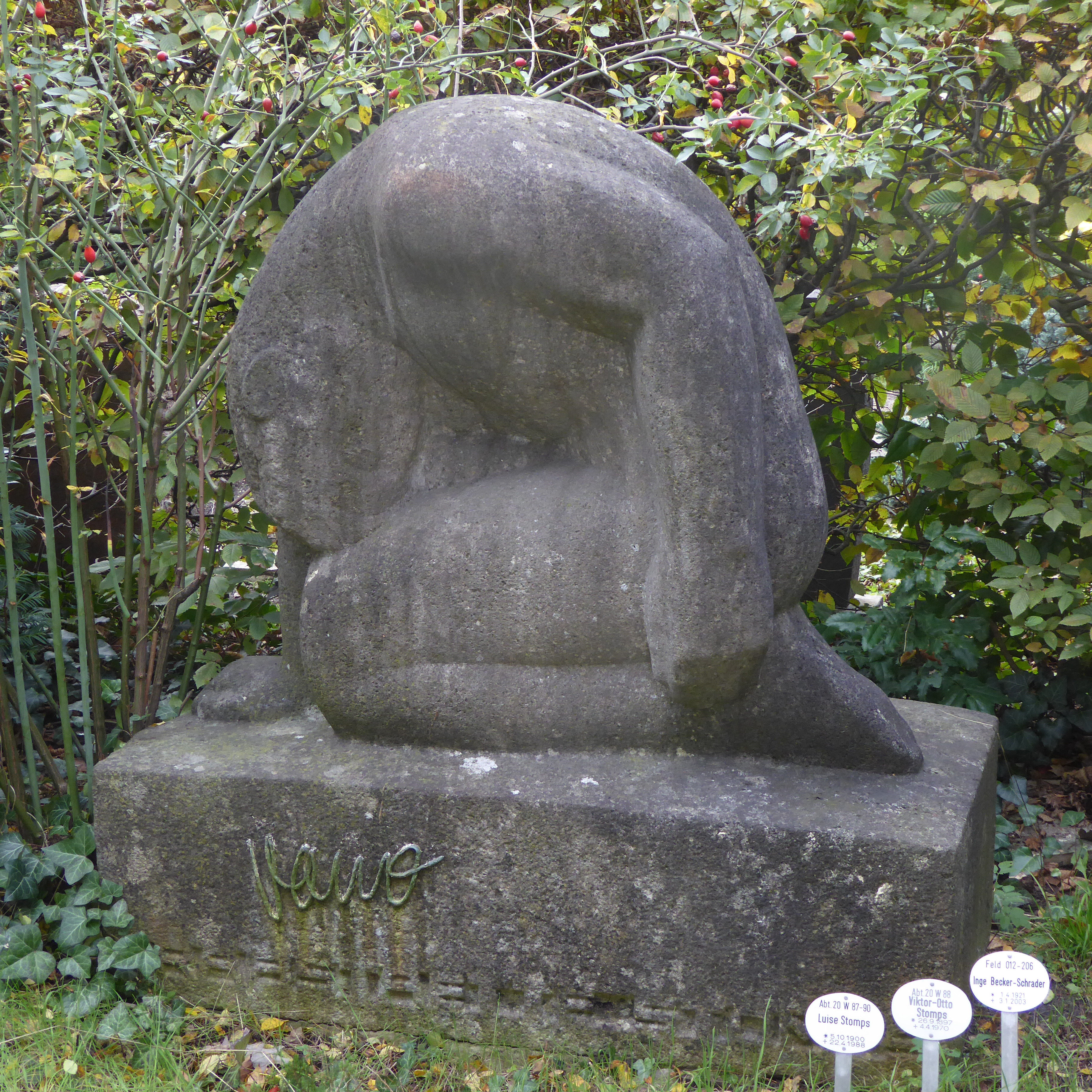
Grabstätte Stomps auf dem Berliner Friedhof Zehlendorf (im Jahr 2023 aufgelöst, s. Text)

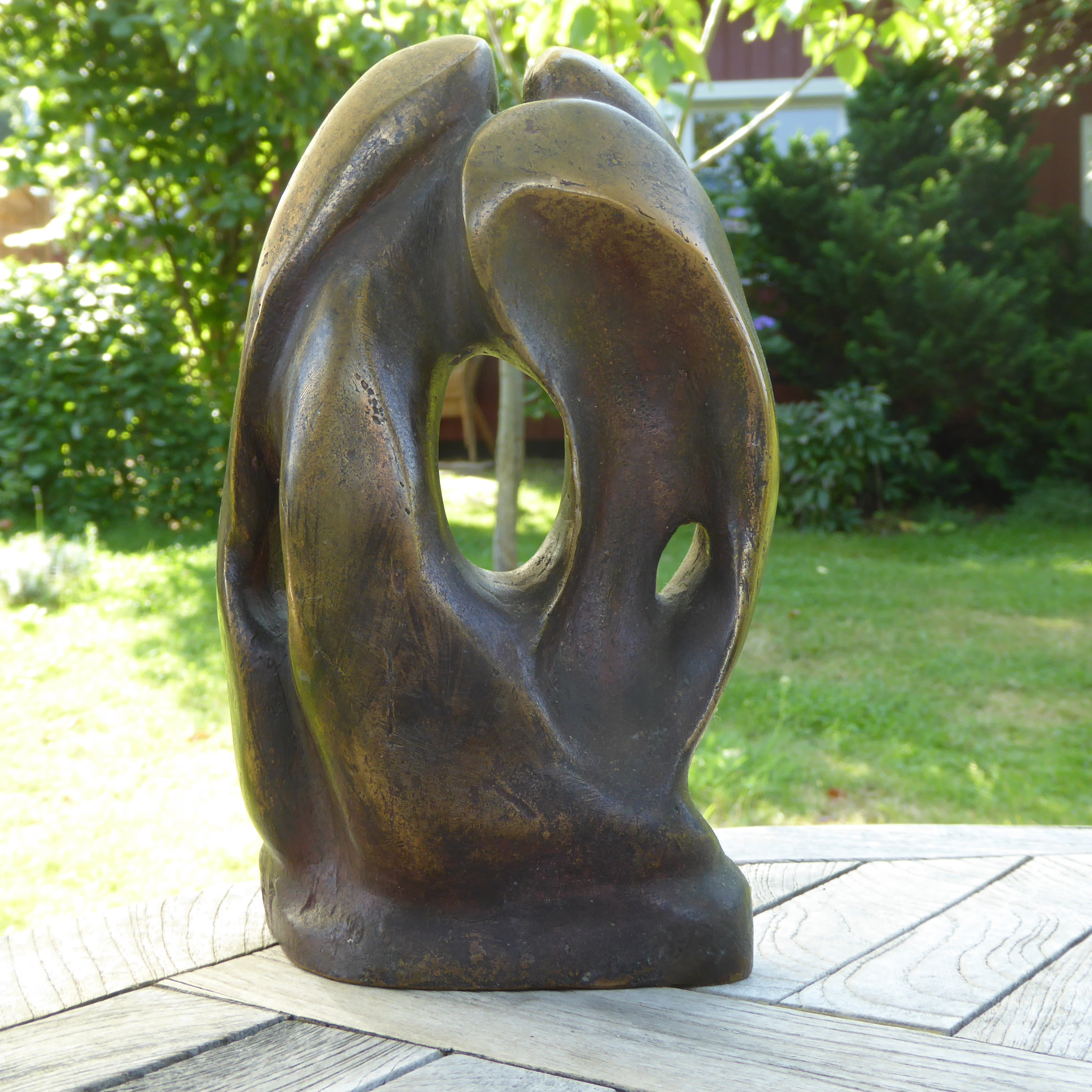
Umarmung, Bronze, Höhe 24 cm, 1966

Louise Stomps war das zweite Kind des Rechtsanwalts und Justiziars Otto Stomps (1860–1931) und dessen Frau Else, geb. Kempff (1873–1952). Ihr Bruder war der Schriftsteller und Verleger Victor Otto Stomps (1897–1970). Louise Stomps absolvierte 1917 das Elisabeth Lyceum in Berlin-Lichterfelde und besuchte anschließend ein Mädchenpensionat im bayerischen Feldafing. Im Jahr 1922 heiratete sie den Diplom-Ingenieur Hans Becker, in der Ehe wurden die Töchter Inge (1921–2003) und Annemarie (1922–2013) geboren. Nach ihrer Scheidung im Jahr 1927 zog sie mit den Töchtern ins elterliche Einfamilienhaus in der Teichstraße 10 (heute Leo-Baeck-Straße) in Berlin-Zehlendorf.
Stomps begann 1928 ihre künstlerische Ausbildung mit dem Besuch der Akt-Abendklasse von Johannes Röttger an den Vereinigten Staatsschulen für freie und angewandte Kunst. Kurz darauf erhielt sie die Ausnahmegenehmigung, die Räume der Abendklasse auch tagsüber für ihre Arbeit zu nutzen. Parallel dazu besuchte sie die Bildhauerklasse von Milly Steger beim Verein der Berliner Künstlerinnen, dessen Mitglied sie von 1928 bis 1943 war. Dennoch bildete sich Stomps überwiegend autodidaktisch weiter. 1932 hatte sie ihr erstes eigenes Atelier, das sie gemeinsam mit der Bildhauerin Lidy von Lüttwitz nutzte, zunächst in Berlin-Grunewald, später in der Wilmersdorfer Schaperstraße Nr. 32. Mit Lüttwitz unterhielt sie für einige Zeit eine Liebesbeziehung und später eine lebenslange Freundschaft.
Nicht nur die Behinderung ihrer künstlerischen Arbeit, sondern vor allem auch ihre entschiedene Ablehnung des Nationalsozialismus führten dazu, dass sie – nach wenigen Ausstellungsbeteiligungen vor deren Machtergreifung – in den Jahren 1933 bis 1945 in die innere Emigration ging. Abgeschieden vom Wirken anderer Künstler arbeitete sie weiter im Verborgenen und unter schwierigsten materiellen Bedingungen. 1934 trat sie aus Protest gegen den Ausschluss von Käthe Kollwitz und Ernst Barlach aus der Reichskulturkammer aus. Während des Zweiten Weltkriegs wurden 1943 sowohl ihre Wohnung Achenbachstraße Nr. 3 als auch ihr Atelier (seit Ende der 1930er Jahre in der Neuen Grünstraße Nr. 40) durch Luftangriffe auf Berlin zerstört und damit auch viele ihrer Arbeiten.
Nach Kriegsende war Stomps unter der sowjetischen Besatzung wegen Spionageverdachts für sechs Wochen inhaftiert. Anschließend mietete sie ein Atelier in der Schillerstraße 21 und nahm  in Berlin ihre Ausstellungstätigkeit wieder auf. Insbesondere stellte sie in der Galerie Gerd Rosen im Rahmen des Künstlerkreises der Galerie aus. Das Angebot, die Leitung der Klasse für Holzbildhauerei an der Staatlichen Hochschule für Baukunst und Bildende Künste Weimar zu übernehmen, lehnte sie 1947 ab. 1950 wurde sie Mitbegründerin des Berufsverbandes Bildender Künstler Berlin. Von 1949 bis Ende der 1950er Jahre lebte und arbeitete sie im Souterrain ihres inzwischen vermieteten Hauses in Berlin-Zehlendorf. Im Jahr 1958 nahm sie am Wettbewerb Internationales Denkmal für Auschwitz teil.
Ihre zweite Schaffensperiode verbrachte Stomps seit 1960 in Rechtmehring in Oberbayern, wo sie eine alte Wassermühle, die Kumpfmühle, erwarb. Sie setzte dieses bereits im Verfall begriffene Haus aus den 14. Jahrhundert eigenhändig instand und richtete ein Atelier ein, in dem sie auch über drei Meter hohe Skulpturen bearbeiten konnte. Noch in Berlin hatte Stomps 1958 ein gebrauchtes BMW-Polizeimotorrad mit Beiwagen gekauft, das ihr im ländlichen Oberbayern eine hohe Mobilität ermöglichte. Sie reiste damit u. a. mehrfach nach Italien, einmal bis nach Paestum, südlich von Neapel. Als ihr altes Motorrad über 30 Jahre alt war, erwarb sie 1984 eine rote Yamaha XS 650 mit Seitenwagen, die sie bis zum Lebensende fuhr.
Louise Stomps starb am 22. April 1988 nach einem Unfall mit ihrem Motorrad. Beigesetzt wurde sie auf dem Berliner Friedhof Zehlendorf (Feld12-204/206) neben ihren Eltern und ihrem Bruder. 2003 wurde hier auch ihre ältere Tochter Inge Becker-Schrader beigesetzt. Die Grabskulptur Mutter Erde hatte sie um 1935 nach Tod und Beisetzung des Vaters geschaffen. Die Grabstätte von Louise Stomps wurde 1990 zum Ehrengrab des Landes Berlin. Im Jahr 2023 wurde die Grabstätte aufgelöst und die Skulptur Mutter Erde gelangte durch Schenkung der Erben an das Georg Kolbe Museum, Berlin. Sie steht im großen Garten des Museums am Rondell des Tänzerinnenbrunnens von Georg Kolbe.

## Werk

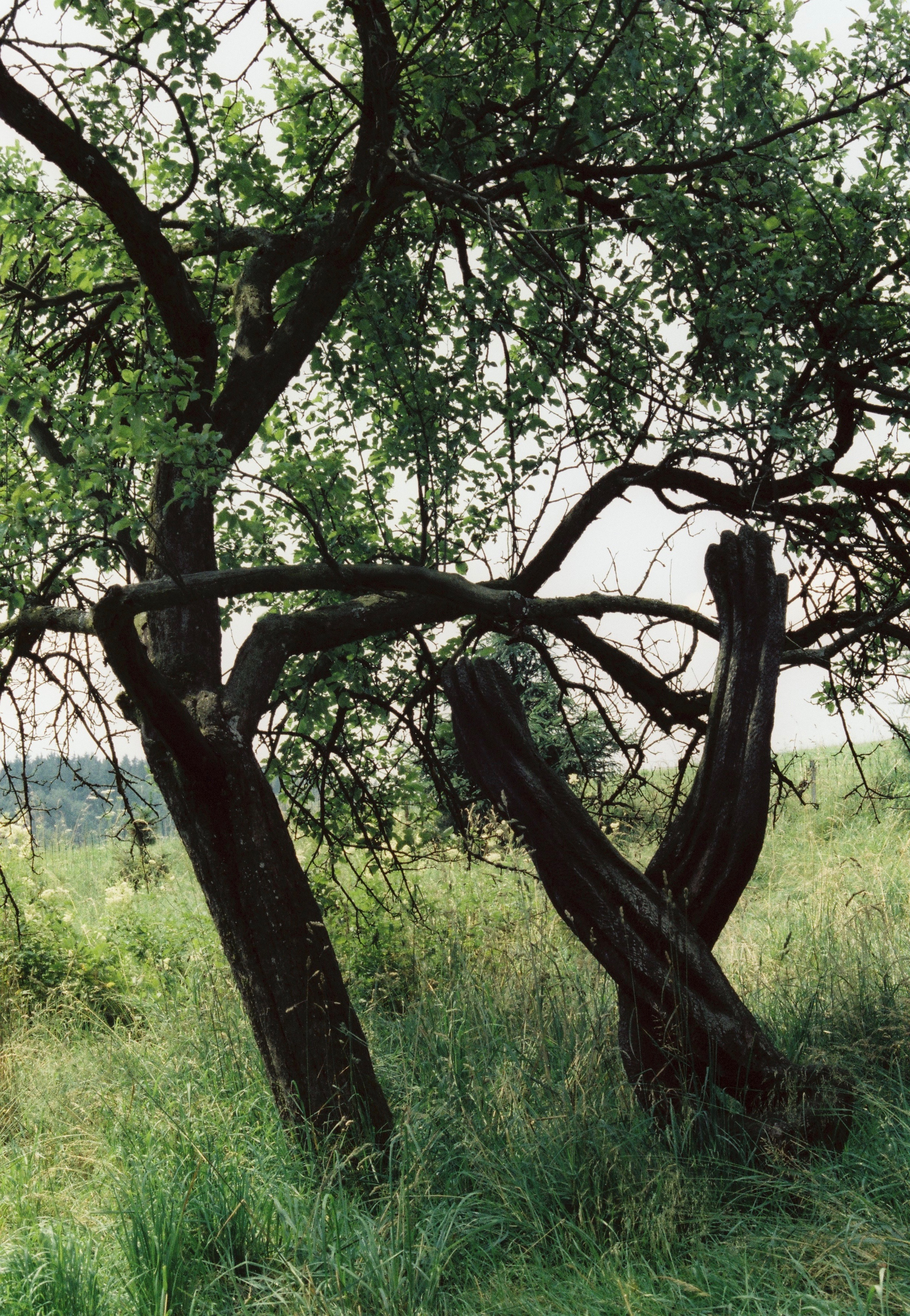
Skulptur mit Baum im Garten der Kumpfmühle

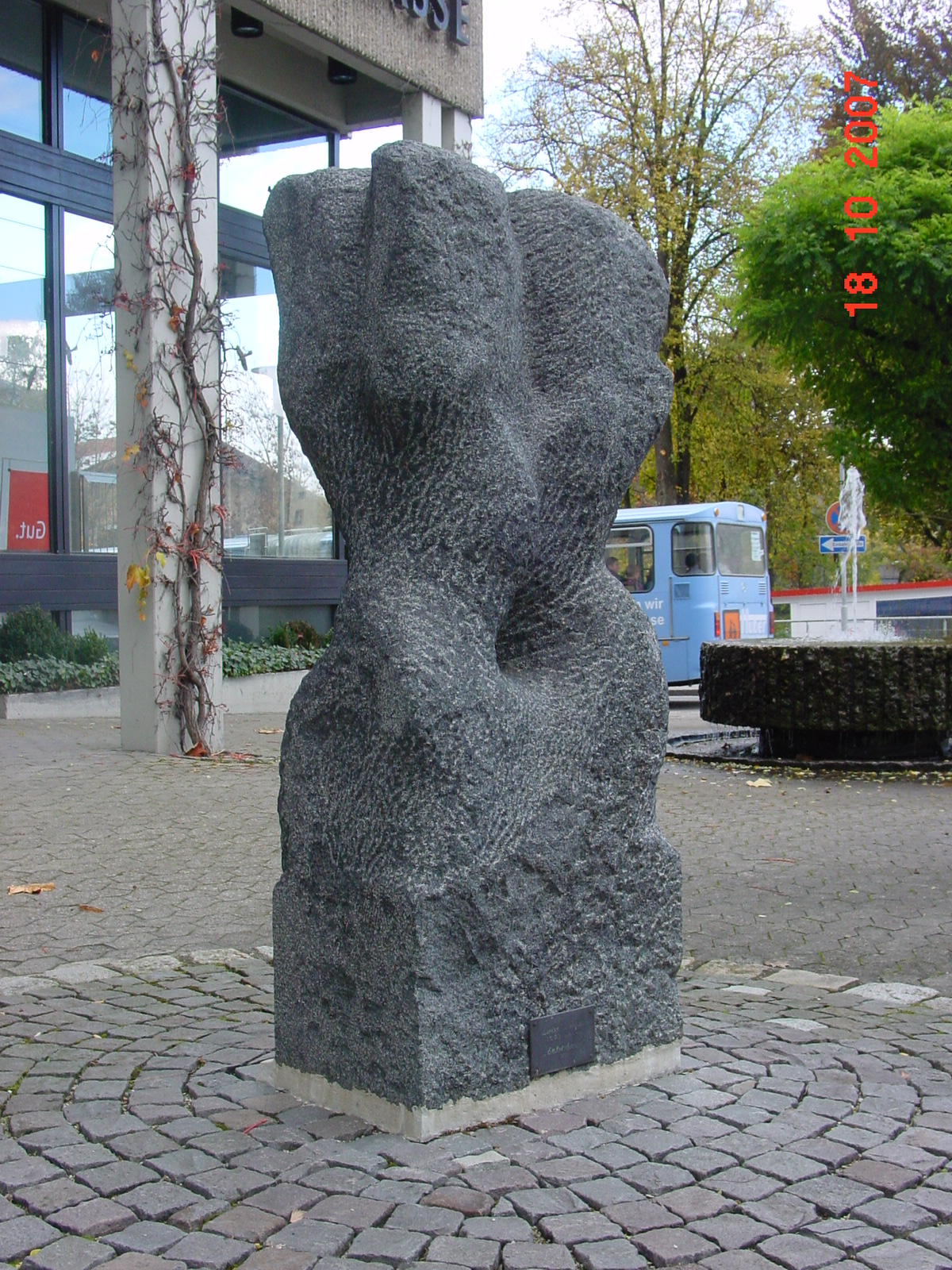
Skulptur auf dem Vorplatz der Sparkasse Wasserburg: Entstehung, Granit, 1975, Höhe 155 cm

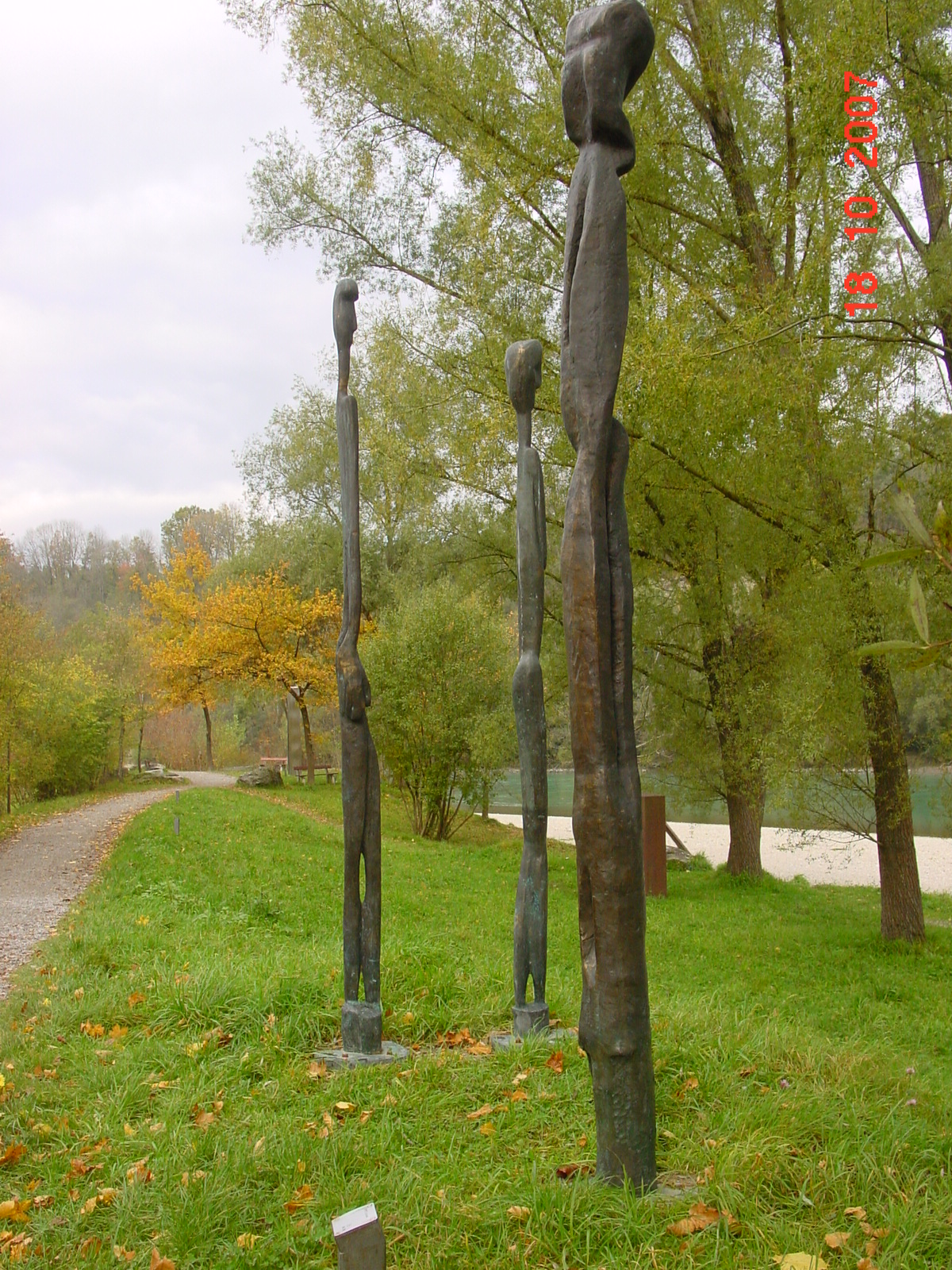
Bronzeskulpturen Skulpturenweg Wasserburg: Pilger (1966), Höhe 303 cm; Asket (1962), Höhe 285 cm; Gilgamesch, (1980), Höhe 320 cm – von links nach rechts

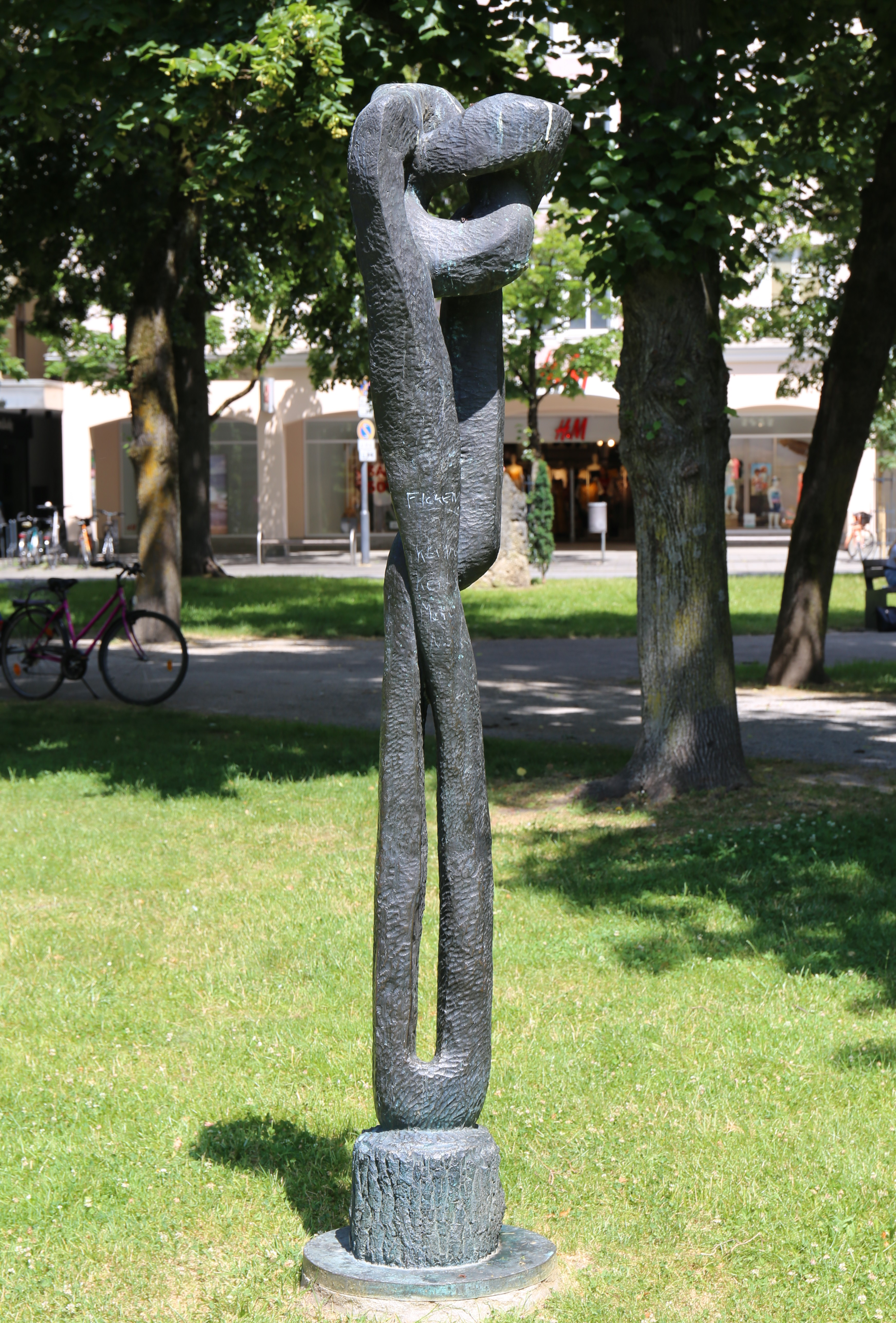
Norne (1985), Salingarten, Rosenheim

1927/28 entstanden erste Skulpturen, vorwiegend Arbeiten in Holz und Gips, ab 1933 auch zahlreichere Arbeiten in Stein. In diesen Jahren schuf sie auch die ersten Porträtplastiken einiger Autoren der Rabenpresse, beispielsweise Walther G. Oschilewski und Alfred Richard Meyer. In späteren Jahren entstanden weitere Porträts (Gips/Bronze), u. a. von Theodor Werner und Hanna Bekker vom Rath.
Von 1933 bis Anfang der 1950er Jahre entstanden zahlreiche Arbeiten in Gips, von denen allerdings zu dieser Zeit – insbesondere aus wirtschaftlichen Gründen – nur wenige Bronzeabgüsse gefertigt wurden. 1943 verliert Stomps durch Bombenangriffe ihre Wohnung und ihr Atelier. Fast alle ihrer Arbeiten wurden dabei zerstört oder haben die zahlreichen Atelierwechsel der Kriegs- und Nachkriegszeit nicht überdauert. Nur wenige hat sie zum Schutz vor Bombenangriffen vergraben und damit retten können.
Nach ihrem Umzug nach Bayern im Jahr 1960 wandte sich Stomps zunehmend dem Material Holz zu. Ganz sicher hatte sie dort leichteren Zugang zu gutem Ausgangsmaterial und zweifellos haben sie auch die regionalen Traditionen angeregt. Vor allem aber erschlossen sich ihr in der Arbeit mit dem Material Holz ganz eigene Möglichkeiten, der Natur zu folgen, indem sie Wuchs und Maserung nicht als Einschränkung, sondern als Anregung aufnahm. Von äußeren Einflüssen noch weniger als zuvor berührt, hat sie bis zu ihrem Tod im Alter von 87 Jahren an ihrer sehr eigenständigen Entwicklung gearbeitet.

## Ausstellungen (unvollständig)

### Einzelausstellungen
- 1947: Louise Sophie Stomps. Plastiken, Galerie Gerd Rosen, Berlin
- 1958: Louise Stomps Frankfurter Kunstkabinett Hanna Bekker vom Rath, Frankfurt am Main
- 1960/61: Louise Stomps. Skulptur, Galerie Diogenes, Berlin
- 1964: Louise Stomps, Frankfurter Kunstkabinett Hanna Bekker vom Rath, Frankfurt am Main
- 1966: Louise Stomps. Holzskulpturen 62-66, Rathaus Kreuzberg, Berlin
- 1968: Louise Stomps. Holzskulpturen, Galerie Günther Franke, München
- 1970: Louise Stomps. Skulpturen und Zeichnungen, Frankfurter Kunstkabinett Hanna Bekker vom Rath, Frankfurt am Main
- 1975: Louise Stomps. Skulpturen, Frankfurter Kunstkabinett Hanna Bekker vom Rath, Frankfurt am Main
- 1979: Louise Stomps. Skulpturen 1928–1979, Galerie der Künstler, München
- 1980: Louise Stomps, Städtische Galerie Rosenheim[8]

Postum
- 1990: Louise Stomps 1900–1988. Gedächtnis-Ausstellung, Galerie im Ganserhaus, Wasserburg am Inn[9]
- 1994: Louise Stomps. Zeichnungen früher Jahre, Galerie Wegmann, Grafing bei München
- 2021/22: Louise Stomps. Natur Gestalten. Skulpturen 1928–1988,[10][11] Das Verborgene Museum zu Gast in der Berlinischen Galerie, Berlin

### Ausstellungsbeteiligungen
- 1934: Frühjahrsausstellung der Preußischen Akademie der Künste, Berlin

- 1945: Plastik und Bildhauerzeichnungen, Galerie Gerd Rosen, Berlin
- 1947: 2. Jahresschau Künstlerkreis Gerd Rosen, Galerie Gerd Rosen, Berlin
- 1971: Die zwanziger Jahre (II). Deutsche Kunst von 1924 – 1933, Galerie Nierendorf, Berlin
- 1980: Der Kuss – Liebespaare in Graphik und Plastik des 20. Jahrhunderts, Altes Museum, Berlin

Postum
- 2000–2001: Drei Bildhauerinnen. Emy Roeder, Louise Stomps, Wanda Pratschke, Stadtmuseum Hofheim am Taunus[12]
- 2013: Künstlerinnen im Dialog – Gemälde, Fotografien, Skulpturen (mit Skulpturen und Zeichnungen), Das Verborgene Museum, Berlin
- 2015–2017: Porträt Berlin. Künstlerische Positionen der Berliner Nachkriegsmoderne 1945 – 1955, Kunsthaus Dahlem, Berlin
- 2015–2016: Die schwarzen Jahre. Geschichten einer Sammlung 1933 – 1945, Neue Galerie im Hamburger Bahnhof, organisiert durch die Nationalgalerie (Berlin),
- 2017: Künstlerinnen im Dialog – Drei Tassen und eine japanische Puppe (mit Zeichnungen), Das Verborgene Museum, Berlin
- 2018: Die erste Generation. Bildhauerinnen der Berliner Moderne, Georg Kolbe Museum, Berlin[13]
- 2018–2019: Bildhauerinnen in Deutschland, Kunsthalle Vogelmann, Heilbronn; Gerhard-Marcks-Haus, Bremen[14]
- 2019–Februar 2020: Das weibliche Statement. Künstlerinnen im 20. Jahrhundert, Salongalerie „Die Möwe“, Berlin [15]
- 2023: Die Abstraktion der Dinge. Marianne Mangels im Dialog mit Louise Stomps. Haus Coburg – Städtische Galerie Delmenhorst[16]
- 2025: Kühne Frauen. Von Leidenschaft und Widerstand in der Kunst; mit Inge Flierl, Margarete Kubicka, Katja Meirowsky, Margarethe Moll, Erna Schmidt-Caroll und Johanna Schütz-Wolff. Salongalerie „Die Möwe“, Berlin

## Ehrungen
- 1951: Berliner Kunstpreis[1]
- 1953: Anerkennung beim internationalen Wettbewerb für das Denkmal des unbekannten politischen Gefangenen, London[17]

## Arbeiten im öffentlichen Raum und in Museen
- Rosenheim, Bronzeabguss (1985) der Holzskulptur Norne im Salingarten der Stadt[18]
- Wasserburg am Inn, drei Bronzeskulpturen, Skulpturenweg am Inn[19]
- Wasserburg am Inn, Granitskulptur auf dem Vorplatz der Kreissparkasse (s. Abbildung)
- Skulpturenweg in Obing (Oberbayern) mit einer Skulptur aus grauem Granit[20]
- Nationalgalerie Berlin: Das Paar. 1938, Eichenholz, 120,5 × 25 × 21 cm[21]
- Werke im Besitz der Bayerischen Staatsgemäldesammlungen - Sammlung Moderne Kunst in der Pinakothek der Moderne München[22]
- Die Berlinische Galerie erhielt 2009 eine Zustiftung der Erben, welche 6 Skulpturen, 99 grafische Arbeiten und den dokumentarischen Nachlass umfasst[23]
- Die Erben übergaben der Stadt Wasserburg am 27. November 2019 eine Schenkung von 16 Skulpturen überwiegend größeren Formats.[24][25] Diese Arbeiten sind in der Bibliothek Wasserburg für die Öffentlichkeit zugänglich.[26]
- Skulpturengarten des Georg Kolbe Museums, Berlin: Mutter Erde, 1935/36, Granit, 128 × 121 × 52 cm.